# Just a Dream (Nelly)
Just a Dream è un brano musicale del rapper statunitense Nelly, estratto come singolo apripista dal suo sesto album di inediti, 5.0, pubblicato il 16 novembre 2010. È scritto da Nelly, Rico Love e Frank Romano, e prodotto da Jim Jonsin. Il singolo è stato distribuito il 16 agosto 2010 in Giappone e diversi Paesi europei insieme ad un altro brano del rapper, Tippin' In da Club.
Ha riscontrato un notevole successo in diverse nazioni, in particolar modo in Australia, Stati Uniti e Nuova Zelanda.
Il video del brano ha ottenuto la certificazione Vevo.

## Tracce
Promo - CD-Single Universal - (UMG)
1. Just a Dream - 3:57

## Classifiche
| Classifica (2010)        | Posizione massima |
| ------------------------ | ----------------- |
| Australia                | 3                 |
| Austria                  | 31                |
| Belgio (Fiandre)         | 53                |
| Belgio (Vallonia)        | 42                |
| Bulgaria                 | 1                 |
| Canada                   | 5                 |
| Europa                   | 28                |
| Finlandia                | 8                 |
| Irlanda                  | 8                 |
| Italia                   | 40                |
| Norvegia                 | 17                |
| Nuova Zelanda            | 5                 |
| Polonia                  | 1                 |
| Regno Unito              | 8                 |
| Repubblica Ceca          | 39                |
| Slovacchia               | 8                 |
| Svezia                   | 17                |
| Svizzera                 | 23                |
| U.S. Billboard Hot 100   | 3                 |
| U.S. Billboard Pop 100   | 2                 |
| U.S. Billboard Rap Songs | 6                 |

### Classifiche di fine anno
| Classifica (2011) | Posizione |
| ----------------- | --------- |
| Stati Uniti       | 52        |

## Distribuzione

### Entrate radiofoniche
| Nazione     | Data              | Formato                      |
| ----------- | ----------------- | ---------------------------- |
| Stati Uniti | 10 agosto 2010    | Rhythmic, Mainstream airplay |
| Brasile     | 24 settembre 2010 | airplay                      |
| Regno Unito | 8 novembre 2010   | airplay                      |

### Uscita del singolo
| Nazione     | Data             | Formato           | Etichetta        |
| ----------- | ---------------- | ----------------- | ---------------- |
| Belgio      | 16 agosto 2010   | Download digitale | Universal Motown |
| Danimarca   | 16 agosto 2010   | Download digitale | Universal Motown |
| Francia     | 16 agosto 2010   | Download digitale | Universal Motown |
| Giappone    | 16 agosto 2010   | Download digitale | Universal Motown |
| Norvegia    | 16 agosto 2010   | Download digitale | Universal Motown |
| Paesi Bassi | 16 agosto 2010   | Download digitale | Universal Motown |
| Svezia      | 16 agosto 2010   | Download digitale | Universal Motown |
| Svizzera    | 16 agosto 2010   | Download digitale | Universal Motown |
| Canada      | 17 agosto 2010   | Download digitale | Universal Motown |
| Stati Uniti | 17 agosto 2010   | Download digitale | Universal Motown |
| Italia      | 30 agosto 2010   | CD                | Universal Motown |
| Germania    | 12 novembre 2010 | CD                | Universal Motown |